# Chiesa di Santa Maria Maggiore (Rocca San Felice)
La chiesa di Santa Maria Maggiore è una chiesa ubicata a Rocca San Felice.

## Storia e descrizione
La chiesa venne probabilmente edificata intorno al XI o XII secolo: nel 1197 venne citata in una bolla di papa Celestino III a seguito di alcune donazioni fatte al paese. Nel 1555 fu fondata al suo interno la confraternita del Santissimo Corpo di Gesù. Venne completamente riedificata nel 1728, mentre nel 1951, grazie alle offerte dei fedeli fu restaurata; a seguito del terremoto dell'Irpinia del 1980, la chiesa e l'annesso campanile, furono quasi totalmente distrutti: i lavori di ricostruzione di protrassero per circa dieci, con la riapertura al pubblico avvenuta il 4 agosto 1991.
La chiesa si presenta esternamente rivestita in pietra locale, mentre all'interno, tra le opere, si conserva un altare in stucco policromo, opera di Filippo Rossi di Carife, risalente al 1724, una tela di scuola napoletana del XVII secolo raffigurante la Madonna col Bambino, un crocifisso in legno del XVIII secolo e le statue lignee di San Felice, Santa Maria di Costantinopoli, Sant'Antonio da Padova, San Vito, San Giuseppe, San Francesco di Paola e San Vincenzo. Addossato alla chiesa è il campanile.